# Избори за одборнике Скупштине града Ниша 2016.
Избори за одборнике Скупштине града Ниша 2016. су се одржали 24. априла 2016. као део локалних избора 2016., и одржани су истовремено са ванредним парламентарним изборима 2016. СНС је убедљиво победио на овим изборима, и нови градоначелник је на изненађење тадашње јавности постао 7. на изборној листи, Дарко Булатовић.

## Изборне листе
Једна од занимљивости на овим изборима је што су учествовале три руске странке.
| Редни број листе | Пласман по мандатима | Назив изборне листе                                                                     | Значајнији чланови                                                | Гласови | % од изашлих | Мандати                           |
| ---------------- | -------------------- | --------------------------------------------------------------------------------------- | ----------------------------------------------------------------- | ------- | ------------ | --------------------------------- |
| 1.               | 1.                   | Александар Вучић - Србија побеђује (СНС, СДПС, ПУПС, НС, ПС, СПО, СНП, ПСС)             | Зоран Перишић (носилац)                                           | 46.878  | 38,99%       | 28 / 61                           |
| 4.               | 2.                   | Ивица Дачић - Социјалистичка партија Србије, Јединствена Србија - Драган Марковић Палма | Миле Илић                                                         | 13.577  | 11,29%       | 8 / 61                            |
| 3.               | 3.                   | Ниш - мој град! (СДС-НПС-ДС-ЛДП-УРС)                                                    | Владимир Домазет (носилац), Миодраг Станковић, Драгослав Ћирковић | 13.094  | 10,89%       | 7 / 61                            |
| 13.              | 4.                   | Доста је било - Саша Радуловић                                                          | Милош Бошковић                                                    | 9.905   | 8,24%        | 5 / 61                            |
| 2.               | 5.                   | др Војислав Шешељ - Српска радикална странка                                            | Никола Савић                                                      | 8.423   | 7,01%        | 5 / 61                            |
| 8.               | 6.                   | Срећа за Србију - Санда Рашковић Ивић, Бошко Обрадовић                                  | Горан Ђорђевић                                                    | 6.615   | 5,50%        | 4 / 61                            |
| 9.               | 7.                   | Генерал Момир Стојановић - адвокат Срђан Алексић - Искрено за Ниш                       | Момир Стојановић                                                  | 6.136   | 5,10%        | 3 / 61                            |
| 11.              | 8.                   | Руска странка - Мирослав Милосављевић Моца                                              | Мирослав Милосављевић                                             | 1.788   | 1,49%        | 1 / 61 *странка националне мањине |
| 5.               | 9.                   | Реформисти и Заједно за Србију - "Срцем за Ниш"                                         | Бошко Ристић                                                      | 3 252   | 2,78%        | 0                                 |
| 10.              | 10.                  | Нова странка                                                                            | Иван Јовановић                                                    | 2 266   | 1,94%        |                                   |
| 7.               | 11.                  | Јединствена Руска странка                                                               | Бојан Станојевић - Коџа                                           | 1 286   | 1,10%        | 0                                 |
| /                | 12.                  | Српско Руски покрет - Слободан Димитријевић                                             | Драган Милошевић                                                  | 799     | 0,68%        | 0                                 |
| /                | 13.                  | Ромска странка Јединство                                                                | /                                                                 | 507     | 0,43%        |                                   |